# Quarta República da Nigéria
A Quarta República é a atual fase republicana do governo da Nigéria. Desde 1999 o país tem governado de acordo com a quarta constituição republicana. Foi em muitos sentidos um reavivamento da Segunda República, que transcorreu entre 1979 e 1983 e sofre muitos dos mesmos problemas, tais como vários ministérios, que tornou difícil planejamento político. Nigéria aprovou a Constituição da Quarta República em 29 de maio de 1999.

## O fundador da Quarta República (1999)
Após a morte do militar ditador e de fato governante da Nigéria, General Sani Abacha em 1998, seu sucessor General Abdusalami Abubakar iniciou a transição em que anunciava o regresso da Nigéria para o regime democrático em 1999. A proibição de atividades políticas foi levantada, e presos políticos foram liberados da facilidade de detenção. A Constituição foi preparada após a mal fadada Segunda República — que ditaram o Sistema Westminster do governo jettisoned para um presidencialismo americano. Os partidos políticos foram formados (PDP, ANPP e AD), e as eleições foram definidas para abril de 1999. A eleição de 1999 amplamente controlada viu a eleição do antigo soberano militar Olusegun Obasanjo na plataforma PDP. Em 29 de Maio de 1999, Obasanjo prestou juramento como Presidente e Comandante supremo da República Federal da Nigéria.
Na controversa eleição geral em 21 de abril de 2007, Umaru Yar'Adua do PDP foi eleito Presidente.

## Presidentes
| Presidente        | Período                                 | Partido |
| ----------------- | --------------------------------------- | ------- |
| Olusegun Obasanjo | 29 de maio de 1999 – 29 de maio de 2007 | PDP     |
| Umaru Yar'Adua    | 29 de maio de 2007 – 5 de maio de 2010  | PDP     |
| Goodluck Jonathan | 6 de maio de 2010 – 29 de maio de 2015  | PDP     |
| Muhammadu Buhari  | 29 de maio de 2015 – 29 de maio de 2023 | APC     |
| Bola Tinubu       | 29 de maio de 2023 – presente           | APC     |

## Partidos políticos
- Congresso de Todos os Progressistas (APC)
- Grande Aliança de Todos os Progressistas (APGA)
- Novo Partido dos Povos da Nigéria (NNPP)
- Partido Democrático do Povo (PDP)
- Partido dos Jovens Progressistas (YPP)
- Partido Social-Democrata (SDP)
- Partido Trabalhista (LP)

## Emendas constitucionais
- Agenda terceiro mandato